# Francis Nys
Pour les articles homonymes, voir Nys.
Francis Nys, né le 24 avril 1863 à Anvers, et mort à Uccle le 7 juin 1900, est un peintre et un affichiste belge.
Son champ pictural couvre les paysages et les vues portuaires. Sa facture réaliste est proche du luminisme.

## Biographie

### Famille
Francis (François Jean) Nys, né le 24 avril 1863, rue des Cordonniers no 13 à Anvers, est le fils de Joseph Herman Nys (1825-1893), orfèvre, né à Anvers, et de Thérèse Charlotte Meys (1823), née à Nodebais, mariés à Anvers le 25 mars 1856. Son frère aîné, Carl Nys (d), né en 1858, est également artiste peintre en Belgique, puis en France, où il s'établit.

### Formation
Francis Nys est autodidacte et étudie l'art dans la galerie personnelle de peintures modernes de son père, rue des Cordonniers à Anvers. Des artistes tels Émile Claus (qui réalise à l'aquarelle le portrait de Francis Nys) et Théodore Verstraete constituent ses premiers et plus sûrs exemples.

### Carrière
Francis Nys expose pour la première fois au Salon de Gand de 1889. En mars 1891, il présente ses tableaux en compagnie de son frère Carl, à la galerie Clarembaux rue du Congrès à Bruxelles. Le succès sourit aux deux artistes car le public nombreux, la presse et plusieurs ministres se rendent à l'exposition.
Après avoir essuyé un refus par le jury d'admission d'exposer un triptyque intitulé Les Choses de la terre au Salon d'Anvers de 1891, Francis Nys présente, trois mois plus tard, ses toiles au XXVe salon du cercle Als ik Kan, collectif d'artistes belges qu'il rejoint à cette période. Il envoie ensuite son triptyque au Salon de Gand de 1892, puis d'autres œuvres au Salon de Bruxelles de 1893, au Salon de Paris (de 1896 à 1899), au quatrième salon du groupe Les XIII (1895) et à la salle Verlat au Cercle artistique d'Anvers.
Francis Nys, célibataire, meurt après une maladie psychique, à l'âge de 37 ans, le 7 juin 1900 à la maison de santé d'Uccle, chaussée d'Alsemberg no 2, où il avait dû être admis le 2 novembre précédent. Il est inhumé à Anvers,,.

## Œuvre

### Caractéristiques

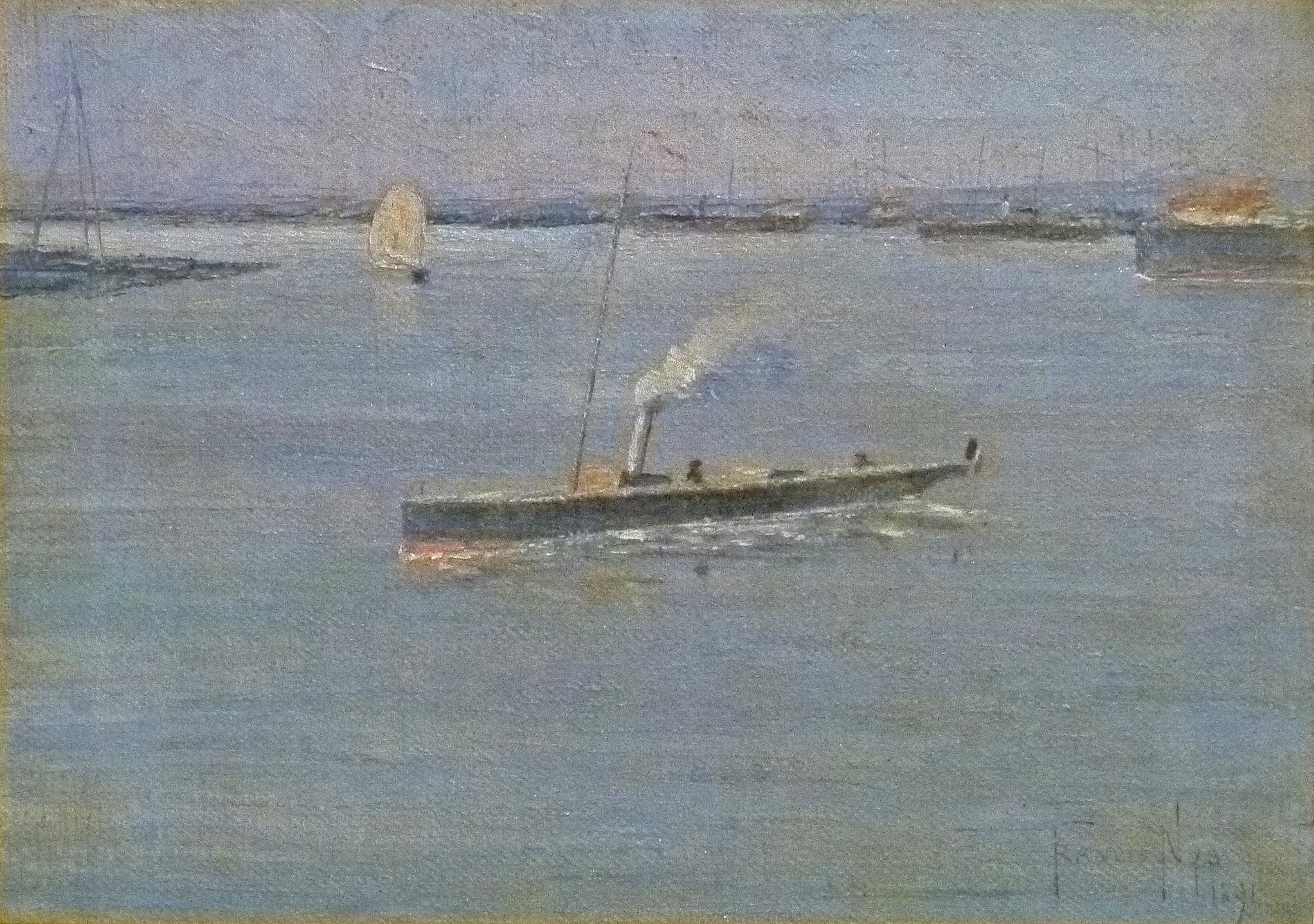
Vue portuaire avec des bateaux à vapeur (1891).

Son champ pictural couvre les paysages et les vues portuaires. Sa facture réaliste est proche du luminisme.
En Belgique, Francis Nys peint d'abord aux environs de Brasschaat, en province d'Anvers. Ses voyages aux Îles Canaries (en compagnie du peintre Jacques Doré durant six mois en 1893), en Turquie et en Zélande (à Veere, notamment) enrichissent l'ampleur de sa palette.
L'artiste est, selon L'Indépendance belge, doté d'une personnalité intéressante, un homme sincère et ému qui ne suit pas les recettes d'école, mais préfère la fantaisie et l'inspiration personnelle. Coloriste et lumineux, il transporte sur ses toiles la chaleur ambrée des heures ensoleillées. Un coin de parc à Brasschaat est une œuvre délicate et Le Béguinage de Courtrai est imprégné de mystère et de calme. S'il expose à plusieurs reprises au collectif artistique Als ik Kan, Francis Nys conserve son indépendance.
Francis Nys est également l'auteur de plusieurs affiches illustrant des expositions artistiques belges et des œuvres caritatives. En avril 1892, l'affiche créée pour la XXVIIe exposition d'Als ik Kan est jugée, par Émile Verhaeren comme curieuse et d'une entente inédite, contribuant au succès de la manifestation. Francis Nys est considéré comme le seul artiste du groupe dont l'art n'est plus timide et qui, préoccupé par le côté décoratif des aspects et des apparences, réalise un pittoresque ci et là japonisé.

### Expositions

#### Salons triennaux en Belgique
- Salon de Gand (XXXIVe) de 1889 : Le Kruishof à Anvers[10].
- Salon de Gand (XXXVe) de 1892 : Tristesse : Choses de la terre (triptyque) et Automne'[11].
- Salon de Bruxelles de 1893 : Le Potager (matin)[12].
- Salon de Bruxelles de 1897 : Les Meules (lune) et Par ma fenêtre[13].
- Salon d'Anvers de 1898 : Digue en Zélande et Les Bouées à Veerea[14].
- Salon de Gand (XXXVIIe) de 1899 : L'Écluse de Veere, La Digue ensoleillée, Matin de printemps et Derniers rayons de soleil[15].

#### France
- Exposition de Bordeaux de 1895 : Le Potager[16].
- Salon des artistes français de 1896 : Santa Brigitta (Îles Canaries)[2].
- Salon de 1897 : Le Jardin hollandais[2].
- Salon de 1898 : Le Parc, Le Cimetière et Jardin en Zélande[2].
- Salon de 1899 : La Digue ensoleillée[2].